# Eretna
Ala al-Din Eretna (turco anatolico antico: ارتــنــا ) (... – febbraio–agosto 1352) fu un condottiero turco-mongolo e il primo sultano degli Eretnidi, regnando dal 1343 fino alla sua morte nel 1352. Inizialmente ufficiale al servizio dell'Ilkhanato, fu alleato del comandante Chupan e di suo figlio Timurtash. Seguì quest'ultimo in Anatolia quando fu nominato governatore ilkhanide della regione, partecipando alle sue campagne per sottomettere i capi Turcomanni della periferia occidentale della penisola. Tuttavia, la caduta in disgrazia di Timurtash lo costrinse a nascondersi.
Con la dissoluzione dell'Ilkhanato, si alleò con i Jalayridi sotto Hasan-e Bozorg, che lo lasciò al comando dell'Anatolia quando si ritirò per affrontare i Chobanidi e altri signori mongoli. Nel 1343, dopo aver cercato il riconoscimento dell'Egitto Mamelucco, dichiarò l’indipendenza e si proclamò sultano.
Il suo regno fu descritto come prospero, grazie ai suoi sforzi per mantenere l'ordine nel territorio, tanto da guadagnarsi il titolo di Köse Peyghamber (il profeta senza barba).

## Infanzia e contesto storico
L'Ilkhanato emerse nell'Asia occidentale sotto Hulagu Khan (1256-65) come parte della divisione dell'Impero Mongolo che iniziò con il regno di Möngke Khan (1251-59). Dopo circa mezzo secolo, la morte del settimo Ilkhan, Ghazan (1295-1304), segnò il culmine dello stato, e mentre suo fratello Oljeitu (1304-1316) fu in grado di mantenere l'impero, la sua conversione allo Sciismo accelerò la caduta imminente e la guerra civile nella regione. La vita di Eretna coincise con questo turbolento periodo politico, che lo avrebbe reso in seguito erede di parti del dominio Ilkhanide.
Di origine Uigura, Eretna nacque da Jafar o Taiju Bakhshi, un fedele seguace del secondo sovrano Ilkhanide Abaqa Khan (1265-82), e da sua moglie Tükälti. Il nome Eretna è popolarmente spiegato come originato dalla parola Sanscrita ratna (रत्न), che significa "gioiello". Questo nome era comune tra gli Uiguri dopo la diffusione del Buddhismo, e lui stesso potrebbe essere nato da genitori buddhisti.
L'influenza crescente di Chupan, un generale Mongolo, che Eretna stava probabilmente servendo in quel periodo, portò vari comandanti come Qurumushi e Irinjin a cospirare per una rivolta. I fratelli maggiori di Eretna, Emir Taramtaz e Suniktaz, si unirono anch'essi a questa rivolta, probabilmente perché Chupan rifiutò di concedere loro posizioni importanti a causa della sua fede sunnita, che era in conflitto con la setta sciita sostenuta dai fratelli. Nel maggio-giugno del 1319, la rivolta fu schiacciata vicino al fiume Zanjan. Nello stesso anno, Taramtaz e Suniktaz furono giustiziati dall'Ilkhan Abu Sa'id per essersi uniti alla ribellione di Qurumushi e Irinjin. Eretna migrò in Anatolia dopo la morte dei suoi fratelli e la nomina del suo nuovo sovrano, Timurtash e di suo padre, Chupan, come governatore Ilkhanide della regione da parte di Abu Sa'id.

## Ascesa al potere
Come altri emiri, il sovrano di Eretna, Timurtash, si ribellò contro l'Ilkhanato nel 1323, durante la quale Eretna dovette nascondersi. Tuttavia, la debole autorità dell'Ilkhan e l'influenza sullo stato del padre di Timurtash, Chupan, portarono al perdono di Timurtash e al ripristino della sua posizione come governatore dell'Anatolia. Successivamente condusse una serie di campagne contro gli emirati Turcomanni in Anatolia. Timurtash inviò Eretna a prendere il controllo di Karahisar nell'agosto del 1327. Eretna manipolò ulteriormente il figlio di Ulu Arif Chelebi dell'ordine Mevlevi, il dervish Chelebi Abid, in qualità di intermediario divino, per sottomettere e raccogliere i comandanti turcomanni delle regioni periferiche sotto il dominio di Timurtash, che si proclamò messia (o mahdi) insieme ai suoi sostenitori.
Alla notizia della morte di suo fratello Demasq Kaja il 24 agosto 1327, Timurtash si ritirò a Kayseri, e, dopo la morte di suo padre, fuggì nell'Egitto Mamelucco a dicembre, mentre cercava anche di venire a patti con Abu Sa'id. Fu poi ucciso su ordine del sultano Mamelucco. Temendo punizioni durante l'assenza di Timurtash, Eretna si rifugiò alla corte di Badr al-Din Beg dei Karamanidi. Timurtash fu sostituito da Emir Muhammad della tribù Oirat, che era lo zio di Abu Sa'id.
Eretna fu successivamente coinvolto in un complotto contro l'Ilkhan nel 1334, ma ricevette il perdono e tornò in Anatolia dalla corte Ilkhanide in Iran. Con la morte di Abu Sa'id nel 1335, il periodo Ilkhanide giunse praticamente alla fine, lasciando nel suo seguito guerre continue tra vari signori della guerra provenienti da case principesche, come i Chobanidi e i Jalayiridi. A ovest, Eretna divenne vassallo del vice-re Hasan-e Bozorg dei Jalayiridi dell'Anatolia, ma aveva già stabilito la sua supremazia nella regione in misura considerevole.
Hasan-e Bozorg lasciò Eretna come suo deputato in Anatolia quando partì verso est per opporsi al capo degli Oirati Ali Padshah nel suo tentativo di occupare il trono Ilkhanide. Eretna fu ufficialmente nominato governatore dell'Anatolia da Hasan-e Bozorg dopo la sua vittoria contro Ali Padshah. Tuttavia, poco dopo, nel 1338, Hasan Kuçek (1338-43) acquisì il potere nei domini ex-Ilkhanidi a est. Hasan Kuçek era il figlio di Timurtash e divenne il pretendente all'eredità di suo padre. Sconfisse i Jalayiridi vicino ad Aladağ e saccheggiò Erzincan.
A causa dei continui sconvolgimenti nell'est, Eretna iniziò a cercare la protezione di una nuova e più forte potenza regionale. Antico rivale dell'Impero Mongolo e dei suoi successori, i Mamelucchi avevano da tempo aspirato a garantire la loro presenza politica nel nord, in Anatolia. L'arrivo dell'ambasciata di Eretna a Cairo favorì i Mamelucchi in tal senso, tanto che fu confermato come governatore mamelucco dell'Anatolia. Al contrario, Eretna fece ben poco per sostenere la sovranità mamelucca, coniando monete a nome del nuovo pupazzo Chobanide Suleiman Khan (1256-65) nel 1339. Così, i Mamelucchi iniziarono a guardare con maggiore favore il crescente leader turcomanno Zayn al-Din Qaraja dei Dulkadir (1337-53). Nel 1338–9, Eretna perse Darende da Qaraja, che continuava ad ingrandire il suo regno a spese di Eretna. Dopo essere stato derubato della ricchezza accumulata in quella città, Eretna affrontò il sultano mamelucco, che sollevò la questione del suo fallimento nel dichiarare la sovranità mamelucca. In cambio, Eretna finalmente coniò monete per i Mamelucchi nel 1339–40. Nonostante la perdita di Darende, Eretna riuscì a ottenere il controllo di Konya dai Karamanidi e di Sivas in una data sconosciuta.
Il tentativo di Eretna di mantenere buoni rapporti con i Chobanidi fu ostacolato dalla cattura di Erzurum da parte di Hasan Kuçek e dall'assedio di Avnik. Eretna continuò a insistere sulla sua obbedienza a Suleiman Khan, sebbene nel 1341 avesse acquisito abbastanza potere da poter coniare monete a suo nome. Nel 1341 dichiarò la sua indipendenza, anno in cui iniziò a usare il titolo di sultano sulle sue monete. Tuttavia, non esitò a inviare i suoi ambasciatori a Cairo per ottenere la protezione dei Mamelucchi e il suo status di na'ib (viceré) in mezzo al turbinio politico che sconvolgeva i Mamelucchi. Questo provocò una nuova spedizione da parte di Hasan Kuçek nelle terre di Eretna.
Scegliendo di rimanere a Tabriz, Hasan Kuçek inviò il suo esercito in Anatolia sotto il comando di Suleiman Khan. Questa forza includeva comandanti esperti come Abdul, il figlio di Bayanjar, Eretna radunò prontamente un esercito di forze mamelucche, mongole e turchi locali. La battaglia ebbe luogo nella pianura di Karanbük (tra Sivas e Erzincan) tra settembre e ottobre del 1343. Inizialmente, Eretna subì una sconfitta. Mentre le forze di Suleiman Khan erano occupate a saccheggiare e inseguire il resto del nemico, Eretna si nascose dietro una collina vicina e lanciò un attacco finale, quando Suleiman Khan era con un piccolo numero di soldati, mentre il resto delle sue forze era disorganizzato. L'esercito Chobanide si disintegrò quando Suleiman Khan fuggì dalla scena. La vittoria di Eretna fu inaspettata per la maggior parte degli attori nella regione. Questa vittoria portò all'annessione di Erzincan e di altre città a est da parte degli Eretnidi, segnando anche l'inizio del regno indipendente di Eretna. Fortunatamente per Eretna, Hasan Kuçek fu assassinato dalla sua stessa moglie, che temeva che venissero scoperte le sue relazioni extraconiugali con Yaqub Shah, imprigionato da Hasan Kuçek per la sua presunta defezione dalla Battaglia di Karanbük. Questo impedì qualsiasi ritorsione per la vittoria precedente di Eretna.

## Regno
Dopo la battaglia e la morte di Hasan Kuçek, Eretna assunse il titolo di sultano senza alcuna opposizione, emise nuove monete a suo nome e dichiarò formalmente la sovranità come parte della tafsir‎ (sermone). Assunse il laqab‎ (soprannome onorifico) Ala al-Din, che è attestato sulle sue monete e nel viaggio del contemporaneo viaggiatore Maghrebi Ibn Battuta Rihla, ma fu anche chiamato Sayf al-Din nell'epitaffio di suo figlio Sheikh Hasan e Rashid al-Din, secondo lo storico ottomano-turco Hüseyin Hüsameddin Yasar. Eretna espanse ulteriormente i suoi confini oltre Erzurum. In questo periodo affrontò un numero ridotto di minacce al suo regno: nonostante le intenzioni del nuovo sovrano Chobanide Malek Ashraf (1256-65) di fare guerra contro di lui, una tale spedizione non si concretizzò mai. Il vuoto politico nell'Egitto Mamelucco, dopo la morte del sultano Al-Nasir Muhammad nel 1341 (1293-94, 1299-1309, 1310-1341), permise a Eretna di prendere Darende dai Mamelucchi. L'attenzione del sovrano Dulkadiride Qaraja nel saccheggiare il Regno armeno di Cilicia e le tensioni con gli emiri mamelucchi resero inoltre improbabile un attacco da sud. Eretna approfittò inoltre della morte del sovrano Karamanide Ahmed nel 1350, catturando Konya. Complessivamente, il regno di Eretna si estendeva da Konya ad Ankara ed Erzurum, includendo anche Kayseri, Amasya, Tokat, Çorum, Develi, Karahisar, Zile, Canik, Ürgüp, Niğde, Aksaray, Erzincan, Şebinkarahisar, e Darende, con la capitale inizialmente situata a Sivas e successivamente a Kayseri.

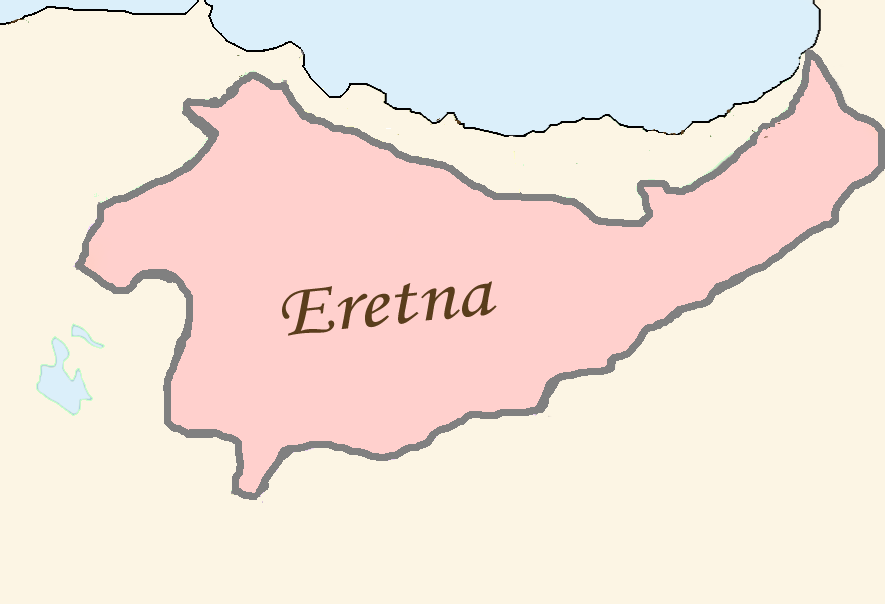
Estensione approssimativa dei domini di Eretna

Secondo Ibn Battuta, Eretna parlava fluentemente l'arabo ed era considerato uno studioso tra i sapienti della sua epoca. Era conosciuto con il soprannome di Köse Peyghamber (il profeta senza barba) dai suoi sudditi, che lo consideravano favorevolmente, perché il suo regno preservava l'ordine in una regione che stava politicamente crollando. Promosse e rafforzò la legge sharia nei suoi domini e si sforzò di rispettare e sostenere gli ulama, sayyids e sheikhs (dignitari islamici). Un'eccezione ai suoi elogi fu l'accusa avanzata dallo storico egiziano al-Maqrizi (1364–1442) secondo cui permise allo stato di crollare successivamente.

Eretna beneficiò del supporto della significativa popolazione di tribù mongole nell'Anatolia centrale (indicate come Qara Tatars nelle fonti) nel consolidare il suo regno. Metteva in evidenza la sua successione alla tradizione mongola nonostante la sua origine uigura. Quando smise di fare riferimento a un sovrano superiore dopo il 1341–2 e coniò le proprie monete, utilizzò la scrittura uigura, che era anche usata per il mongolo, per sottolineare l'eredità mongola che cercava di rappresentare. Secondo lo storico Andrew Peacock: 
 Nonostante ciò, invece dei Mongoli, che erano numerosi nella regione da Kütahya a Sivas, Eretna nominò mamelucchi (soldati schiavi) e turchi locali in posizioni amministrative, temendo la rinascita del dominio mongolo. Eretna non ebbe comunque successo a lungo termine, poiché i suoi discendenti furono cacciati dal trono da Kadi Burhan al-Din (1381-98), che mise in evidenza la sua discendenza materna dalla dinastia selgiuchide, ma dipendeva anche dal supporto militare di alcune delle tribù mongole.
Nonostante l'esistenza di alcuni testi che descrivevano il suo carattere e le sue capacità, ci sono pochi lavori letterari sopravvissuti dedicati al suo regno e a quello dei suoi discendenti. Uno di questi testi era un breve persiano tafsir‎ (esegesi) in al-As'ila wa'l-Ajwiba di Aqsara'i commissionato dal comandante Eretnide di Amasya, Sayf al-Din Shadgeldi (morto nel 1381). Un altro esempio fu un almanacco astrologico (taqwīm‎) creato per l'ultimo sovrano Eretnid Ala al-Din Ali nel 1371–2. Non ci sono nemmeno moschee, madrasas, caravanserais, ospedali o ponti sopravvissuti risalenti al periodo del regno di Eretna, ad eccezione delle tombe.
Eretna morì a febbraio, marzo, o agosto del 1352 e fu sepolto nel kumbet (cupola) situato nel cortile di Köşkmedrese a Kayseri.

## Famiglia
Le mogli di Eretna includevano Suli Pasha (morta nel 1339), Togha Khatun e Isfahan Shah Khatun. Si sa che ebbe tre figli: Hasan, Muhammad, e Jafar. Il figlio maggiore, Sheikh Hasan fu governatore di Sivas e morì nel dicembre del 1347 o nel gennaio del 1348, a causa di una malattia, poco dopo essersi sposato con una principessa Artuqide. Il successore di Eretna e figlio più giovane, Ghiyath al-Din Muhammad I, nacque da Isfahan Shah Khatun, che era parente del sovrano Jalayeride Hasan-e Bozorg.

### Annotazioni
1. ↑  Anche scritto Eretne, Artanā, Ärätnä o Ärdäni.
2. ↑  Le pretese messianiche di Timurtash furono confermate da varie fonti contemporanee, che gli attribuirono tali titoli. Mantenne rigorosamente le leggi islamiche nella regione e perseguitò i non musulmani.[13]
3. ↑  Bayanjar era un emiro mongolo fedele al settimo Ilkhan, Ghazan. Era imparentato con Subutai.Sümer, 1969, p. 67 Yaqub Shah e Qoch Hussain.

### Fonti
1. 1 2  Spuler Ettinghausen, 1971
2. 1 2 3 4 5 6 7  Cahen, 1965
3. 1 2 3  Bosworth, 1996, p. 234
4. ↑  Sümer, 1969, p. 22
5. ↑  Nicolle, 2008
6. 1 2  Sümer, 1969, p. 84
7. ↑  Sümer, 1969, p. 85
8. ↑  Sümer, 1969, p. 23
9. 1 2  Sümer, 1969, p. 93
10. 1 2 3 4  Peacock, 2019, p. 50
11. 1 2 3  Melville, 2009
12. ↑  Peacock, 2019, p. 92
13. ↑  Peacock, 2019, pp. 249–250
14. 1 2 3  Melville, 2009
15. ↑  Sümer, 1969, p. 92
16. ↑  Sümer, 1969, p. 101
17. ↑  Melville, 2009
18. ↑  Melville, 2009
19. ↑  Melville, 2009
20. 1 2  Sinclair, 2019
21. ↑  Sümer, 1969, p. 104
22. ↑  Sümer, 1969, p. 105
23. ↑  Sinclair, 1989
24. ↑  Sümer, 1969, pp. 104–105
25. 1 2 3 4 5 6 7 8 9  Sümer, 1969
26. 1 2 3 4 5  Uzunçarşılı, 1968
27. 1 2 3 4 5 6 7  Göde, 1995
28. ↑  Bosworth, 1996
29. 1 2 3 4 5 6 7  Peacock, 2019
30. 1 2  Melville, 2009